# Dajla
Dajla (italsky Daila) je vesnice a přímořské letovisko v Chorvatsku v Istrijské župě, spadající pod opčinu města Novigrad. Nachází se asi 3 km severozápadně od Novigradu. V roce 2011 zde žilo 396 obyvatel, což je nárůst oproti roku 2001, kdy zde žilo 364 obyvatel v 130 domech.
Sousedními vesnicemi jsou Karigador a Mareda.